# Hülsdonk (Viersen)
Hülsdonk (eigentlich: die Hülsdonk) ist ein Ortsteil von Viersen, Kreisstadt des gleichnamigen Kreises im Westen des deutschen Bundeslandes Nordrhein-Westfalen. Innerhalb des Viersener Stadtgebiets gehört der Ortsteil Hülsdonk zum Stadtbezirk Alt-Viersen und liegt ca. 1,0–1,5 km östlich der Altviersener Innenstadt. Innerhalb Nordrhein-Westfalens gehört Hülsdonk außerdem zur Region Niederrhein und zählt darüber hinaus als Ortsteil von Viersen zur Metropolregion Rhein-Ruhr.
Frühere Bezeichnungen für das Gebiet waren, in veralteter niederländischer Schreibweise, zunächst Hulsdunk, Hulßdunk, Hulßdunck oder Hulsdonck, später dann in veralteter deutscher Schreibweise auch Hülsdonc.
Soweit es dokumentiert ist, war das Gebiet von Hülsdonk bereits seit dem Mittelalter ein Teil der Altviersener Honnschaft Rintgen, von irgendeiner kommunalpolitischen Selbständigkeit ist nichts bekannt.

## Etymologie

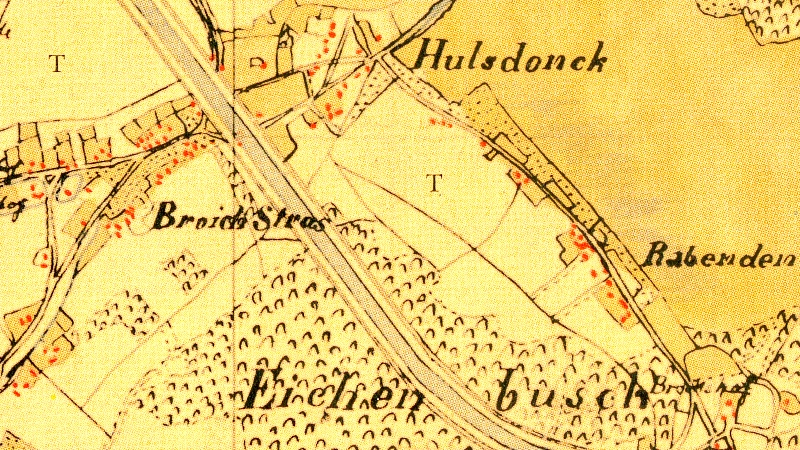
Hülsdonk und Robend zur Franzosenzeit um 1805. Deutlich ist in der Bildmitte der hier damals bereits fertiggestellte Nordkanal zu erkennen.

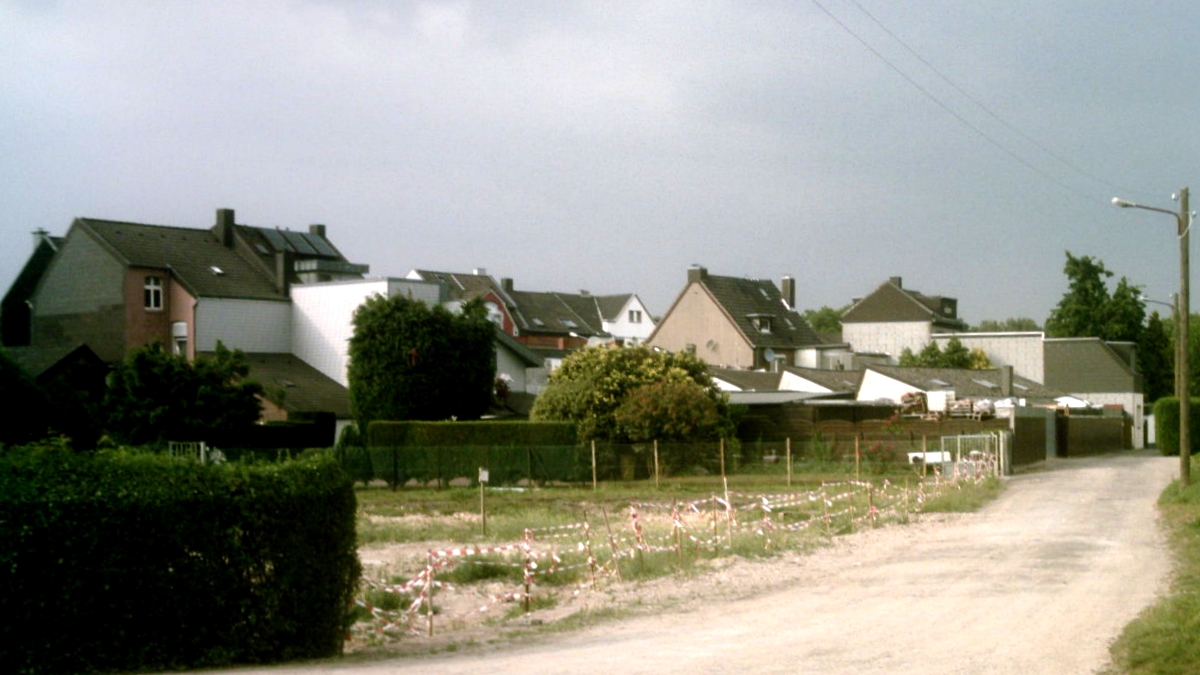
Der Bereich zwischen Zollweg und Krefelder Straße heute (2011):
Hier hatte die Hülsdonk ihren Ursprung.

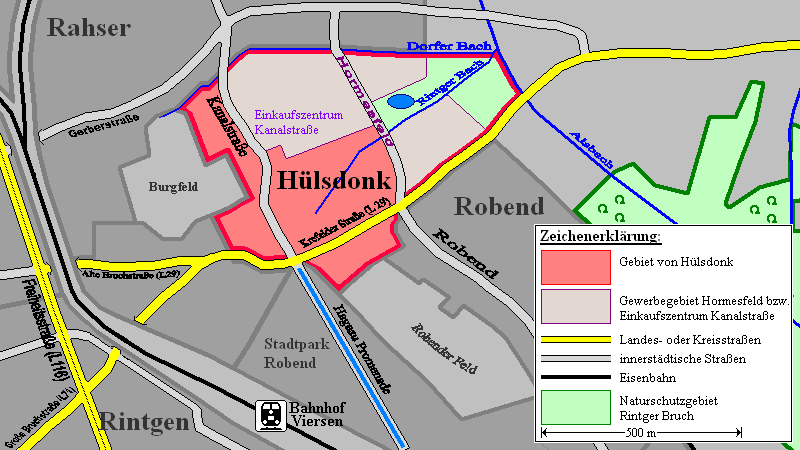
Hülsdonk und umliegende Ortsteile von Alt-Viersen.

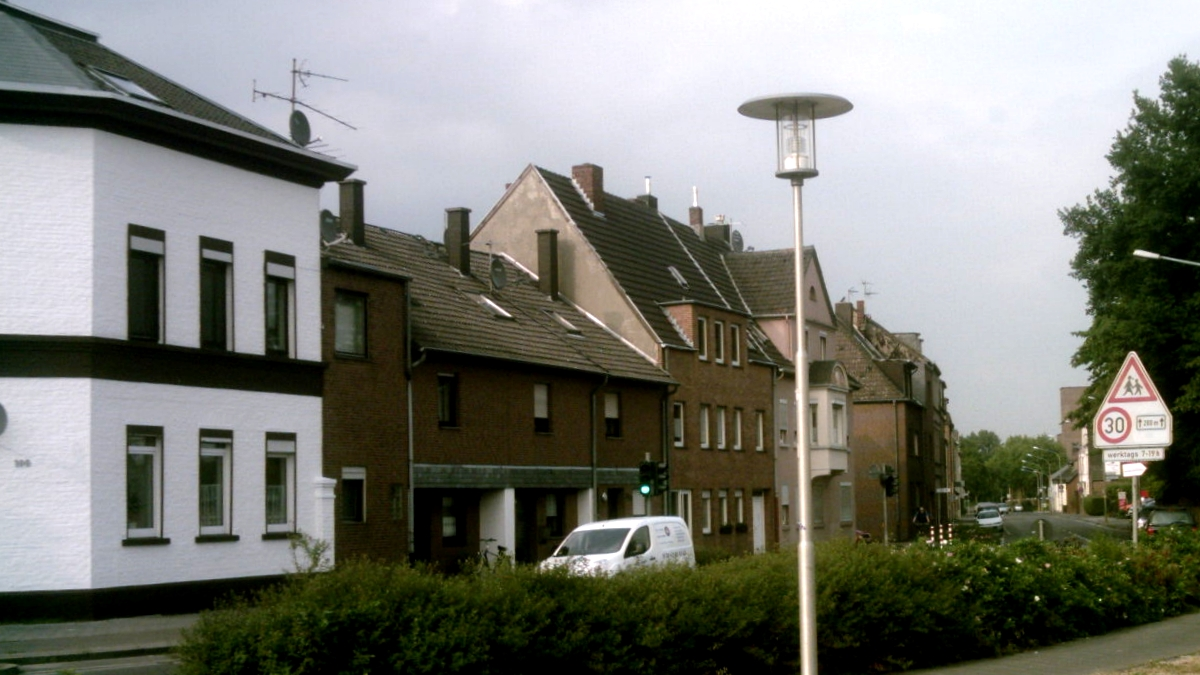
Blick auf die Krefelder Straße im Bereich von Hülsdonk.

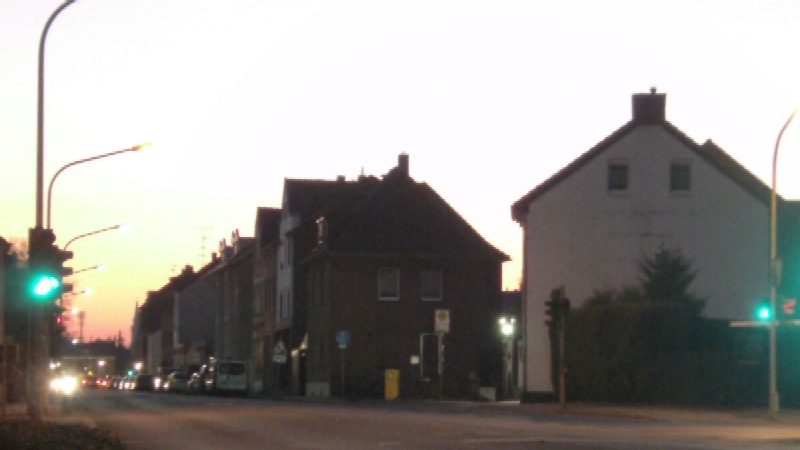
Abenddämmerung auf der Krefelder Straße in Hülsdonk,
von der Papierfabrik der Smurfit Kappa Group in Robend aus gesehen.

Bei der Deutung des Ortsnamens Hülsdonk sind beide Silben getrennt zu betrachten:

Die erste Silbe „Hüls“ leitet sich her vom Wort „Huls“, das sowohl im Althochdeutschen wie auch im Mittelniederländischen die Stechpalme bezeichnet.

Die zweite Silbe „Donk“ weist auf eine vergleichsweise trockene Erhebung in sonst feuchter bzw. sumpfiger Umgebung hin. Zum Ursprung des Begriffs Donk existieren diverse Erklärungsmodelle, die das Wort entweder aus dem Althochdeutschen, dem Altniederländischen oder zeitlich noch weiter zurückliegend aus dem Keltischen ableiten.

## Geschichte
Die ursprüngliche Hülsdonk war das frühere Feld zwischen dem heutigen Zollweg und der Krefelder Straße im Osten der einstigen Altviersener Honnschaft Rintgen. In diesem Bereich gab es mindestens seit ca. 1575 einen Bauernhof "up der Hulsdunk" (hochdeutsch: auf der Hülsdonk), in dessen Umgebung sich die Siedlung Hülsdonk dann allmählich entwickelte. Schon im Jahre 1713 bestand dieser anfängliche Hülsdonk-Hof nicht mehr, es gruppierten sich aber mehrere Nachfolge-Gehöfte in dem Gebiet, das gegenüber den im Norden und Osten angrenzenden Bruchlandschaften von Rahser Bruch bzw. Rintger Bruch um etwa 1 bis 2 Meter erhöht ist, weshalb es auch zu Recht als Donk bezeichnet wurde.
Zur Franzosenzeit, also um das Jahr 1800 herum, zeigt eine damals gefertigte detaillierte Landkarte eine Bebauung über die das ursprüngliche Hülsdonk-Feld nach Norden begrenzende Krefelder Straße hinaus bis in den Bereich, durch den heute die Straße bzw. Gasse namens Hülsdonk verläuft. Durch die im 19. Jahrhundert einsetzende Industrialisierung und die damit einhergehende Bevölkerungsexplosion verdichtete sich die Bebauung der Hülsdonk dann im Wesentlichen auf ihren heutigen Umfang.

## Verkehr

### Straßenverkehr
Das Gebiet von Hülsdonk wird von West nach Ost (oder umgekehrt) von der nordrhein-westfälischen Landesstraße 29 durchquert, dies ist die ehemalige Bundesstraße 7, die hier auch "Krefelder Straße" heißt. Die L29 verbindet Hülsdonk in Richtung Westen mit der Alt-Viersener Innenstadt, in Richtung Osten mit dem Willicher Stadtteil Neersen, wo auch Anschluss an die A44 besteht.
Vom Kreisverkehr am Antwerpener Platz zweigt Richtung Norden außerdem die „Kanalstraße“ ab, die Hülsdonk mit Süchteln verbindet. Dabei handelt es sich um eine innerstädtische Nebenstrecke, die im weiteren Verlauf in Rahser zunächst „Sittarder Straße“ heißt und dann in Sittard zur „Rheinstraße“ wird. Am nördlichen Ende von Sittard mündet diese Straße am Ortsanfang von Süchteln gegenüber der Holtzmühle schließlich in die Landesstraße L475 („Tönisvorster Straße“) ein.

### Schienenverkehr

#### Personenverkehr
Die Bahnstrecken von Mönchengladbach nach Duisburg bzw. von Mönchengladbach nach Venlo verlaufen auf gemeinsamem Bahndamm am südlichen Rand des benachbarten Neubaugebiets Stadtpark Robend, ca. 500 m von der Hülsdonk entfernt. Ein neu errichteter Fußgängertunnel führt hier  von Norden her in den Bahnhof Viersen. Dort bestehen Zustiegsmöglichkeiten in eine Regionalbahn- und zwei Regionalexpress-Linien: RE 11, RE 13 bzw. RB 33.

#### Güterverkehr
Auf dem Gelände des angrenzenden Neubaugebiets Stadtpark Robend gab es früher ein Depot der Britischen Rheinarmee. Dieses Depotgelände verfügte über einen Gütergleisanschluss an das Deutsche Eisenbahnnetz. Ein Schienenstrang der Gütergleise folgte dabei in etwa dem Verlauf der heutigen Hageau-Promenade im Stadtpark Robend und reichte in der Nähe des heutigen Antwerpener Platzes zumindest bis Mitte der 1970er Jahre fast bis an das Gebiet der Hülsdonk heran.

### Busverkehr
Als Ortsteil von Viersen zählt der Bereich Hülsdonk zum Tarifgebiet des Verkehrsverbunds Rhein-Ruhr. Die BVR Busverkehr Rheinland GmbH und die Niederrheinwerke Viersen bedienen das Gebiet mit insgesamt fünf Buslinien. Hierdurch bestehen von Hülsdonk aus direkte Verbindungen mit den meisten Viersener Stadtteilen. Die beiden BVR-Linien verknüpfen das Gebiet außerdem mit allen vier Stadtteilen der benachbarten Stadt Willich sowie mit den Düsseldorfer Vororten Meerbusch und Kaarst, wo jeweils Anschluss an das Stadtbahn- oder S-Bahn-Netz besteht:
| Typ                  | Linie | Strecke | Hinweise |
| -------------------- | ----- | --- | --- |
| Bus                  | 071   | Viersen, Busbf. – Viersen, Gereonsplatz – Krefelder Str./Kanalstr. – Krefelder Str./Robend – Anrath – Willich – Meerbusch, Haus Meer                       | Busverkehr Rheinland, Haltestellen im Bereich Hülsdonk: Krefelder Str./Kanalstr. und Krefelder Str./Robend. Am Haus Meer besteht Anschluss an die Düsseldorfer Stadtbahn.           |
| Bus                  | 081   | Düpp, Im Wolfhahn – Robend – Krefelder Str./Robend – Krefelder Str./Kanalstr. – Viersen, Busbf. – Viersen, Gereonsplatz – Hoser – Bockert, Kreuz           | Niederrheinwerke Viersen, Haltestellen im Bereich Hülsdonk: Krefelder Str./Kanalstr. und Krefelder Str./Robend.                                                                     |
| Bus                  | 083   | Dülken, Am Drouvenhof – Viersen, Busbf. – Viersen, Gereonsplatz – Viersen, Bf. – Krefelder Str./Kanalstr. – Rahser – Sittard – Süchteln, Jugendpsychiatrie | Niederrheinwerke Viersen, Haltestellen im Bereich Hülsdonk: Krefelder Str./Kanalstr. und Kanalstraße.                                                                               |
| Bus                  | 087   | Beberich, Berliner Höhe – Viersen, Gereonsplatz – Viersen, Busbf. – Krefelder Str./Kanalstr. – Rahser, Notburgastr.                                        | Niederrheinwerke Viersen, Haltestellen im Bereich Hülsdonk: Krefelder Str./Kanalstr. und Kanalstraße.                                                                               |
| Bus                  | 094   | Viersen, Busbf. – Krefelder Str./Gillessen – Krefelder Str./Kanalstr. – Krefelder Str./Robend – Neersen – Schiefbahn – Kaarster See                        | Busverkehr Rheinland, Haltestellen im Bereich Hülsdonk: Krefelder Str./Kanalstr. und Krefelder Str./Robend. Am Kaarster See besteht Anschluss an die S‑Bahnlinie S28 ("Regiobahn"). |
| Stand: November 2011 |       | | |

### Radwanderwege
Drei Themenrouten des nordrhein-westfälischen Radwegenetzes verlaufen auf einem gemeinsamen Fahrweg ein kurzes Stück durch Hülsdonk, und zwar auf dem Radweg neben der Kanalstraße:
- Die internationale Radwanderstrecke Fietsallee am Nordkanal auf dem Weg von Süchteln Richtung Donk.[18][19]
- Die Deutsche Fußballroute NRW, hier speziell zwischen den Städten Krefeld und Mönchengladbach.
- Außerdem verläuft hier auch, zwischen Süchteln und Neuwerk-Donk auf gemeinsamem Fahrweg mit der Fietsallee am Nordkanal, ein Teilabschnitt des Euroga-Radwegsystems.[18][19]

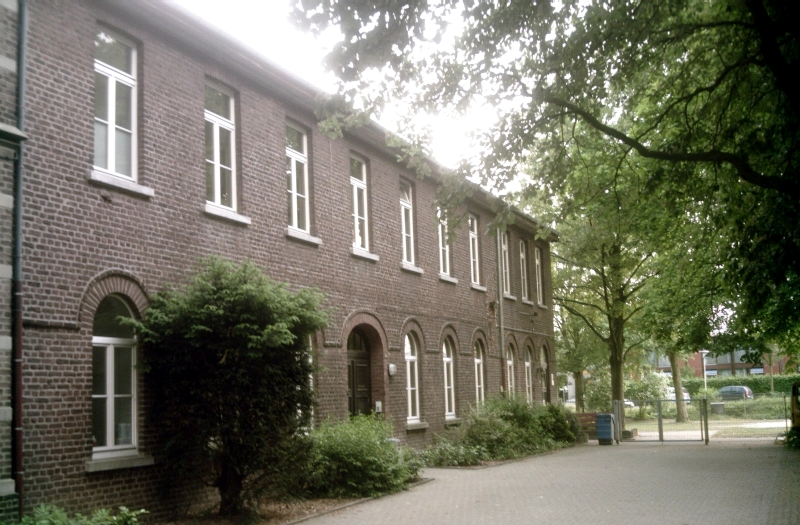
Unter Denkmalschutz:
Die frühere Katholische Volksschule Hülsdonk auf der Krefelder Straße.

## Sehenswürdigkeiten

### Ehemalige Katholische Volksschule Hülsdonk
Der allgemeine Bevölkerungszuwachs im 19. Jahrhundert und der damit verbundene Kinderreichtum erforderten auch neue Schulen, so kam es im Jahr 1867 zur Gründung der Katholischen Volksschule Hülsdonk, die sich seit 1878 an der Krefelder Straße 123–125 befand. Das Gebäude steht mit der Listennummer 460 seit 2005 unter Denkmalschutz.

Der östliche Teil des Gebäudekomplexes (Krefelder Str. 125) ist nach wie vor als Schulgebäude in Betrieb, hier befindet sich eine Dependance der Städtischen Gemeinschaftsgrundschule Rahser. Bis zum Ende des Schuljahres 2010/11 war hier die Astrid-Lindgren-Grundschule untergebracht.

Der westliche Teil des früheren Schulgebäudes (Krefelder Str. 123) heißt heute „Hubert Vootz Haus“. Hier befindet sich das Vereinsheim des Viersener Ortsverbandes der Sozialistischen Jugend Deutschlands (SJD – Die Falken).

## Vereinswesen und Gesellschaftsleben

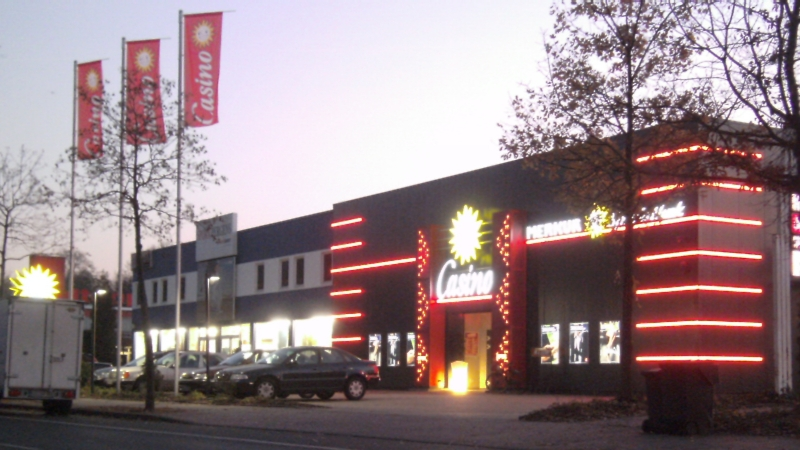
"Casino", der Spielsalon in Hormesfeld.

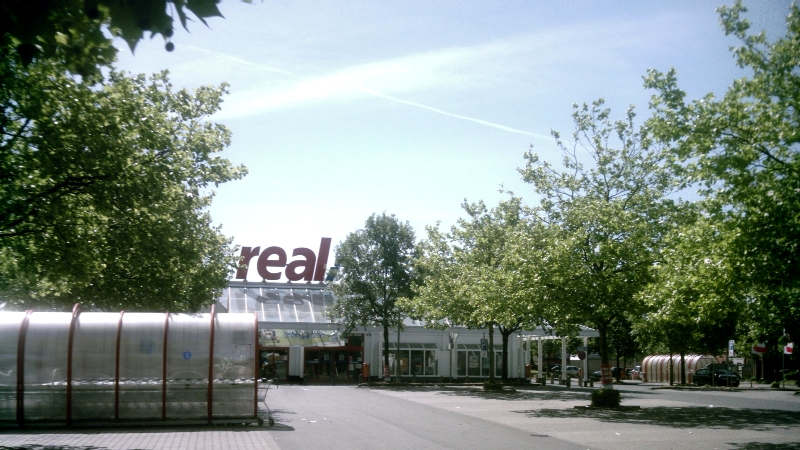
Der Eingangsbereich zur Shopping-Mall des Einkaufszentrums Kanalstraße:
Hier gibt es nicht nur real,-.

- Karnevalsgesellschaft Fideles Kränzchen Viersen e. V.[23]
- St. Josefs und St. Gereon Schützenbruderschaft 1883 / 1710 e. V., Krefelder Straße, Viersen[24]
- SJD – Die Falken (Sozialistische Jugend Deutschlands), Ortsverband Viersen[22]
- St. Martinsverein Krefelder Straße, Hormesfeld 4, Viersen-Hülsdonk[25]

## Sport und Freizeit
- Auf der Krefelder Straße befindet sich am Rande des Gewerbegebiets Hormesfeld ein Fitness-Studio, das „FITNESS GYM“.[26]
- Im Gewerbegebiet Hormesfeld befindet sich auf der gleichnamigen Straße ein Casino der Spielhallenkette MERKUR-Spielothek,[27] eines Unternehmens der Gauselmann-Gruppe.
- Im nördlichen Teil der Hülsdonk befindet sich das „Einkaufszentrum Kanalstraße“. Um einen Parkplatz gruppieren sich dabei ein Möbelhaus, eine freie Tankstelle, ein Baumarkt der Kette Praktiker, ein Schuhmarkt und eine Shopping-Mall. Der größte Teil der Shopping-Mall wird von einer Filiale der Supermarktkette „real,-“ eingenommen, außerdem gibt es dort einen Servicepunkt der Sparkasse Krefeld sowie eine Reihe von kleineren Einzelhandelsgeschäften.

## Nähere Umgebung
| Rahser                        | Clörath                                     | Anrath           |
| Innenstadt Nord (Alt-Viersen) | Kompassrose, die auf Nachbargemeinden zeigt | Neersen          |
| Rintgen                       | Stadtpark Robend Hamm                       | Robend Düpp Donk |